# Джиммі Сміт (футболіст, 1947)
Джиммі Сміт (англ. Jimmy Smith, нар. 20 січня 1947, Глазго) — шотландський футболіст, що грав на позиції півзахисника, зокрема, за клуби «Абердин» та «Ньюкасл Юнайтед», а також національну збірну Шотландії.

## Клубна кар'єра
Народився 20 січня 1947 року в місті Глазго.
У дорослому футболі дебютував 1965 року виступами за команду клубу «Абердин», в якій провів чотири сезони, взявши участь у 103 матчах чемпіонату. Більшість часу, проведеного у складі «Абердина», був основним гравцем команди. Протягом цього періоду 1967 року також захищав на умовах оренди кольори американського клубу «Вашингтон Віпс».
Привернув увагу представників тренерського штабу «Ньюкасл Юнайтед», до складу якого приєднався 1969 року. Відіграв за команду з Ньюкасла наступні шість сезонів своєї ігрової кар'єри. Граючи у складі «Ньюкасл Юнайтед» також здебільшого виходив на поле в основному складі команди.
1975 року був орендований «Селтіком», проте, не провівши жодної гри за його команду у чемпіонаті, того ж року завершив професіну ігрову кар'єру.

## Виступи за збірну
У 1968 році дебютував в офіційних матчах у складі національної збірної Шотландії. Протягом кар'єри у національній команді, яка тривала 7 років, провів у формі головної команди країни 4 матчі.
| Дата       | Місто     | Господарі  | Результат | Гості             | Турнір                                          | Голи | Примітки |
| ---------- | --------- | ---------- | --------- | ----------------- | ----------------------------------------------- | ---- | -------- |
| 30-5-1968  | Амстердам | Нідерланди | 0 – 0     | Шотландія         | товариський матч                                | -    | 18'      |
| 14-11-1973 | Глазго    | Шотландія  | 1 – 1     | ФРН               | Матч сторіччя Шотландської футбольної асоціації | -    | 83'      |
| 11-5-1974  | Глазго    | Шотландія  | 0 – 1     | Північна Ірландія | Домашній чемпіонат Великої Британії 1974        | -    | 46'      |
| 14-5-1974  | Глазго    | Шотландія  | 2 – 0     | Уельс             | Домашній чемпіонат Великої Британії 1974        | -    | 4'       |
| Усього     |           | Матчів     | 4         |                   | Голів                                           | 0    |          |